# Michael Learns to Rock (album năm 1991)
Michael Learns to Rock là album đầu tay của ban nhạc soft rock và pop rock Đan Mạch Michael Learns to Rock. Album phát hành vào tháng 8 năm 1991.

## Danh sách track
1. "My Blue Angel" (Michael Price, Jascha Richter, Richard Scher) - 3:55
2. "Looking at Love" (Price, Richter, Scher) - 4:30
3. "A Kiss in the Rain" (Price, Richter, Scher) - 4:45
4. "The Actor" (Richter) - 4:34
5. "Messages" (Richter) - 4:32
6. "I Still Carry On" (Richter) - 4:36
7. "Crazy Dream" (Terry Lupton, Price, Richter) - 3:59
8. "African Queen" (Maribeth Derry, Richter) - 4:10
9. "Come on and Dance" (Price, Richter) - 4:44
10. "Let's Build a Room" (Richter) - 3:25
11. "Gone After Midnight" (Derry, Richter) - 4:10

## Bảng xếp hạng
| Bảng xếp hạng (1992)  | Vị trí cao nhất |
| --------------------- | --------------- |
| Norwegian Album Chart | 5               |
| Danish Album Chart    | 9               |